# ضاحية الشام الجديدة

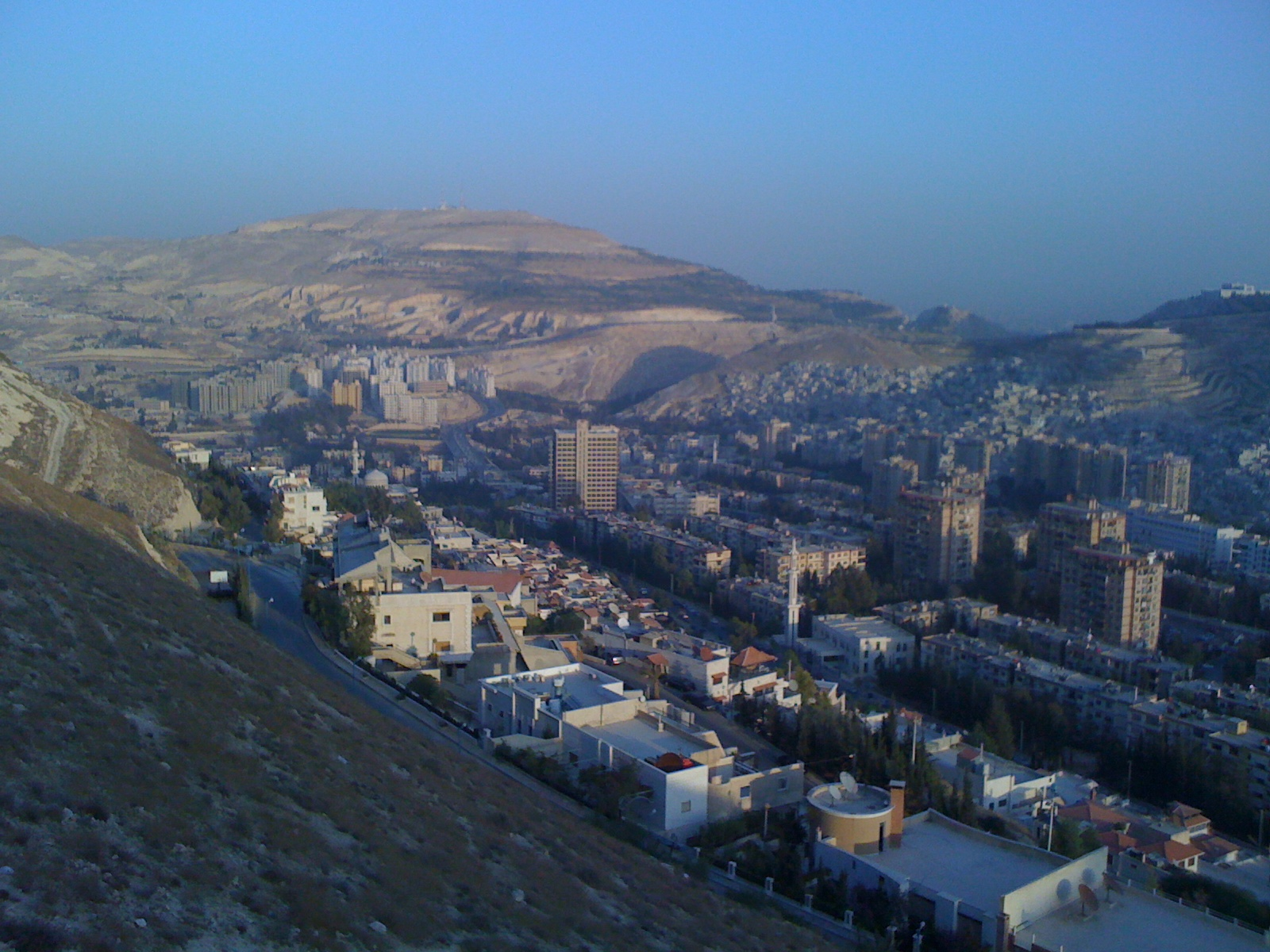
ضاحية الشام الجديدة من سفح الجبل

ضاحية الشام الجديدة أو ضاحية دُمَّر (وتُعرف باسم مشروع دُمَّر) هي منطقة سكنية حديثة البناء نسبيًّا في منطقة دُمَّر، بمحافظة دمشق، تُعَدُّ من الأحياء الراقية ذات البيئة الصحِّية، يقطنها كثير من المسؤولين والفنانين والمشاهير في سورية.

## التاريخ

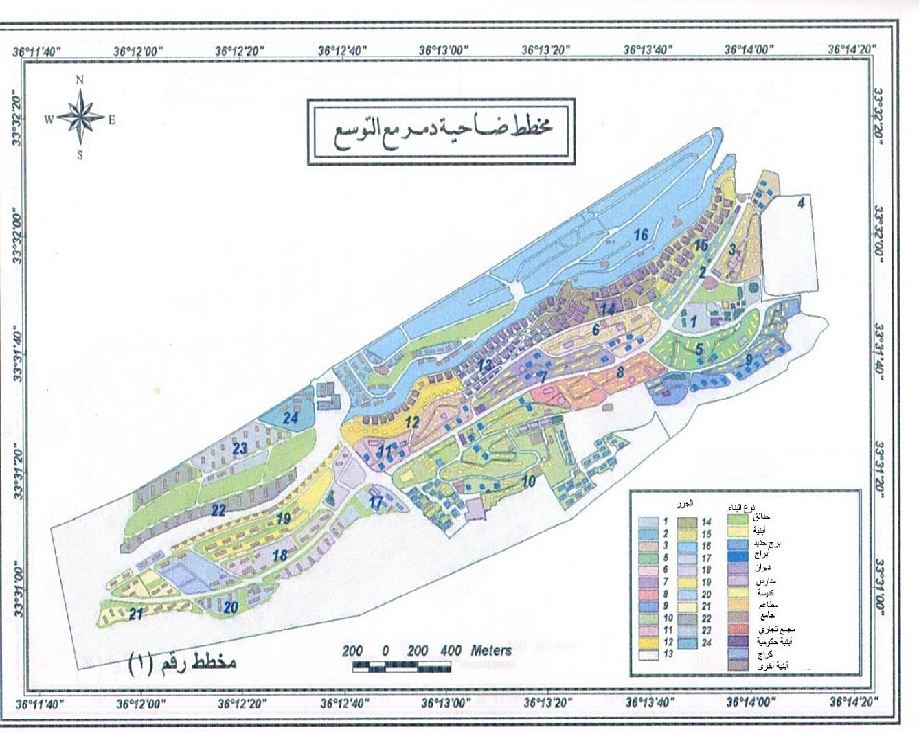
مخطط الضاحية (كانت تسمى مشروع دمر عندئذ)

في عام 1974 بدأ تجمع لنقابات المعلمين والمهندسين والصيادلة والفنانين والمحامين وغيرهم (15 نقابة وجمعية) بمشروع سكني لأعضائهم. إن المشتركين لهذا التجمع هم من الأكاديميين من مختلف أطياف سوريا الجغرافية والدينية والعرقية. هذه الخلطة بقيت مسيطرة على المشروع وأنتجت نسبة عالية من الأكاديميين والفنانين. أول السكان كانوا في 1980 أو 1981.
تتألف ضاحية الشام الجديدة في تخطيطها الأساسي من جزر. الجزيرة الأولى تخديمية مع سوق ومسرح ومشفى وغيرهم. لا توجد جزيرة رابعة ويتم إطلاق هذا الاسم على الإسكان العسكري الذي أنشئ لسكن عائلات الضباط. الجزر 12 و 13 و 14 هي التراسات. يبلغ عدد الشقق السكنية بضع آلاف. لاحقا في التسعينيات تمت إضافة عدد كبير من الأبنية المتفرقة جنوب وجنوب غرب المنطقة إضافة إلى توسع مشروع دمر في الغرب والجزيرة 16 في الشمال على ظهر التلة. في كافة أجزائه، خاصة القديمة التي أنشئت بدون هدف ربحي، تميز بالهندسة المدينية الحديثة في ذاك الوقت من حيث المساحات بين الأبنية والحدائق والأبنية التخديمية. إداريا تضم ضاحية الشام الجديدة حالياً الإسكان العسكري (الجزيرة الرابعة) وكل الأبنية الجديدة سابقة الذكر.
في 24 تموز 2022، أصدرت محافظة دمشق قرار بتغيير الاسم الرسمي من مشروع دمر إلى ضاحية الشام الجديدة.

## وصف المنطقة
تقع ضاحية الشام الجديدة في وادٍ، سوية مع بستان الرز (المسمى أيضا وادي المشاريع والمبني بشكل غير مرخص بشكل نظامي) والإسكان العسكري. على الجهة الجنوبية من الضاحية تلة على قمتها ثكنات عسكرية وقصر الشعب، يليهم على سفحها الجنوبي المزة 86 ومن الجهة الشمالية لمشروع دمر تلة يتسلقها على شكل تراسات سكنية (الجزر 12 و 13 و 14) ويصل إلى قمتها حيث توجد إضافات حديثة لمشروع دمّر (جزيرة 16)، وعلى السفح الشمالي لهذه التلة مساكن الحرس المسماة أيضا حي العرين المسكون في غالبه من قبل جنود الحرس الجمهوري. في الجهة الشرقية دمر البلد المبنية منحدرة إلى واد أعمق حيث يمر نهر بردى. في الجهة الغربية يقع توسع ضاحية الشام الجديدة وهو تابع لها ومن بعده أراض غير مسكونة تابعة لثكنات عسكرية.

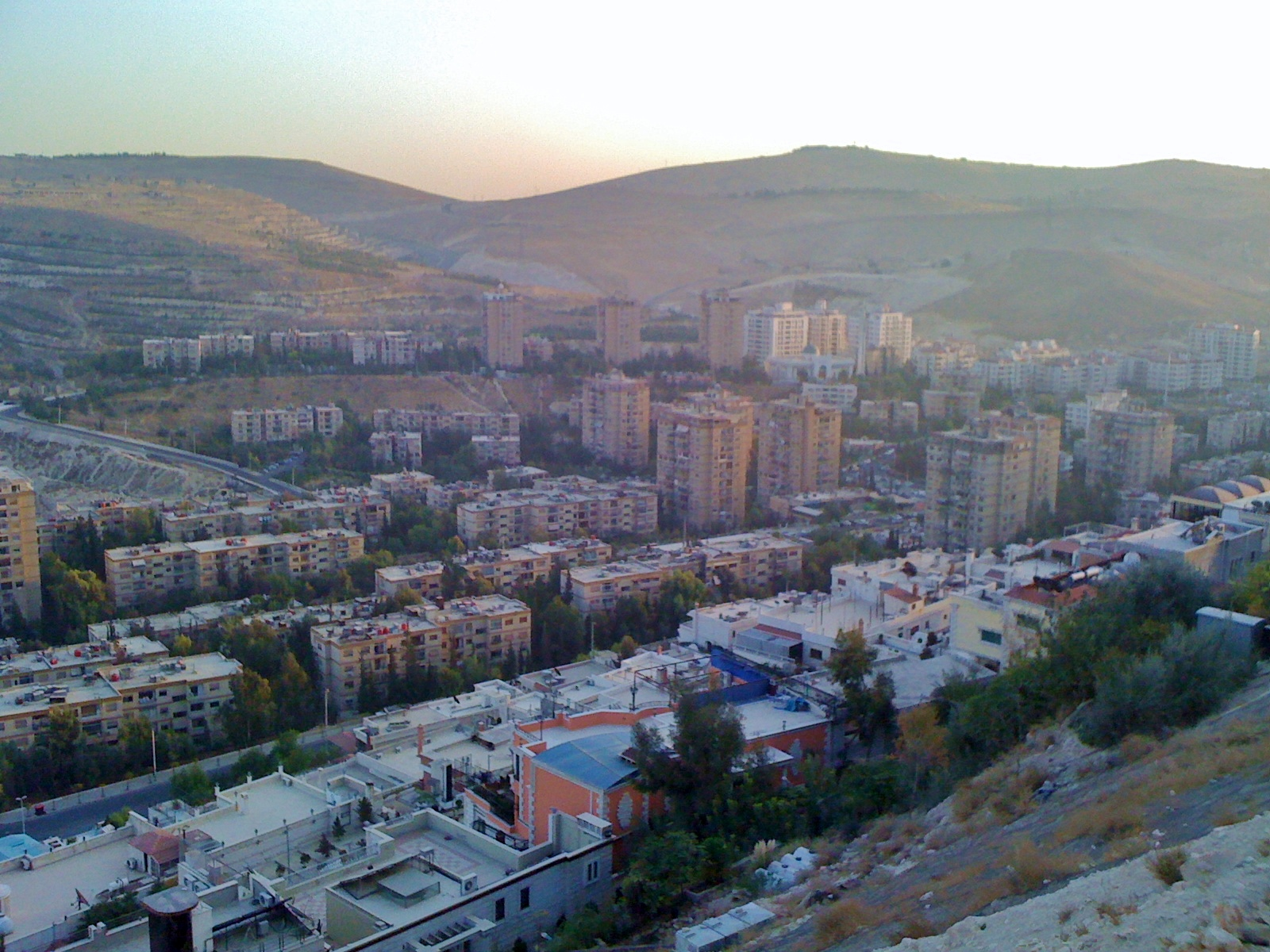
ضاحية الشام الجديدة منظور علوي

## الخدمات والمرافق
في الضاحية مستشفى تخصُّصي على مستوى عال، هو «مستشفى دمشق لأمراض وجراحة القلب» الذي عُرف قبل سقوط حُكم بشار الأسد باسم "مستشفى باسل الأسد لأمراض وجراحة القلب"، ومركز طبي شامل، ومستوصف حكومي، و/9/ مدارس حكومية -/5/ للتعليم الأساسي للحلقة الأولى، /2/ للتعليم الأساسي الحلقة الثانية إحداها للذكور والثانية للإناث، /2/ ثانويات عامة إحداها للذكور والثانية للإناث-، كما يوجد /10/ رياض للأطفال، وثانوية شرعية للبنات، ومركز ثقافي وبجانبه «مسرح مكشوف» يتبع لوزارة الثقافة، ودائرة للخدمات /بلدية/، و/5/ محطات حرارية خاصة بالتدفئة المركزية لأبنية المشروع، ومدينة رياضية- واسم النادي الرياضي فيها هو «نادي الفيحاء»-، كما يوجد سوق مركزي كبير يضم حوالي /300/ محل تجاري بينها عدد من المطاعم والصيدليات. بالإضافة إلى مجمع ترفيهي وهو «الاب تاون».
يوجد /8/ مساجد هي «خالد بن الوليد، التقوى، نور الهدى، العادل، النعمان، حسيبة، الأبرار، الوزان، الشيخ البوطي. وكنيسة واحدة تنفرد بأنها لطائفتين مسيحيتين معاً، هما «الروم الأرثوذكس» و«الروم الكاثوليك» واسمها كنيسة بطرس وبولس. 